# Sellanucheza variata
Sellanucheza variata är en mångfotingart som först beskrevs av Carl Graf Attems 1953.  Sellanucheza variata ingår i släktet Sellanucheza och familjen orangeridubbelfotingar. Inga underarter finns listade i Catalogue of Life.